# Ruige dwergvleermuis
De ruige dwergvleermuis (Pipistrellus nathusii) is een vleermuis uit de familie der gladneuzen (Vespertilionidae). De ruige dwergvleermuis lijkt erg op de gewone dwergvleermuis maar is iets groter en grover gebouwd.

## Beschrijving
De ruige dwergvleermuis heeft zomers een rode tot kastanjebruine vacht. Na de rui in juli of augustus krijgt hij een donkerbruine vacht, vaak met grijze punten. De onderzijde is lichtbruin tot geelbruin. De staart, oren en vleugels zijn bruinzwart gekleurd. Hij heeft korte, driehoekige oren met een afgeronde top. De vleugels zijn breder en langer dan de die van de dwergvleermuis. De kop-romplengte is 46 tot 58 millimeter, de spanwijdte 220 tot 250 millimeter en het gewicht 6 tot 15½ gram.

## Gedrag
In de zomer zijn ze voornamelijk te vinden in Oost- en Midden-Europa: veelal in de Baltische staten, waar ze hun kraamkolonies hebben. In Nederland is maar eenmaal een kraamkolonie gevonden. De kraamkolonies bevinden zich in holle bomen en boomspleten, en een enkele keer in gebouwen. Deze deelt hij soms met gewone dwergvleermuis en Brandt's vleermuis. Ze overwinteren in spleten in rotsen en muren, in holle bomen en in grotten.
Vanaf augustus en september trekken ze van Oost-Europa richting Frankrijk, Zwitserland en het westen van Duitsland. Ze vertonen dus net als vogels trekgedrag. Uit ringonderzoek blijkt dat ze soms wel 2000 km trekken. Vrouwtjes trekken eerder dan mannetjes naar de overwinteringsgebieden. Hij vliegt snel met diepe vleugelslagen. In april en mei trekken ze weer terug.
Het is een nachtdier, die vroeg in de avond uitvliegt. Ze vliegen meestal langs rechte lijnen in het landschap, bijvoorbeeld straten, wegen en vaarten, van de slaapplaats naar het jachtgebied. Hij jaagt zo'n vier tot vijftien meter boven de grond op middelgrote tot grote insecten, langs paden en bosranden, en ook boven water. Ze zijn wendbaarder dan de kleinere gewone dwergvleermuis in nauwe gangen.

## Voortplanting
Net als de gewone dwergvleermuis heeft het ruigedwergvleermuismannetje een paarterritorium, waar zich één tot tien vrouwtjes in verzamelen. Anders dan gewone dwergvleermuis vestigen de ruige dwergvleermuizen pas aan het begin van het paarseizoen een territorium. De mannetjes roepen de vrouwtjes vanaf het territorium, maar voeren ook zangvluchten uit. De paartijd is van september tot november. Hierbij zwellen bij de mannetjes de testes en de klieren in de neus op.
Vrouwtjes zijn vrij trouw aan de kraamkolonie, en keren geregeld terug naar de kolonie waarin ze geboren zijn. Toch komt het geregeld voor dat dieren binnen de voortplantingstijd van kolonie wisselen. In april en mei worden de kraamkoloniën bewoond. Zo'n vijftig tot tweehonderd vrouwtjes verzamelen zich in één kolonie. Eind juni, juli worden de jongen geboren. Er worden één tot twee jongen geboren. De jongen zijn roze en 1,6 tot 1,8 gram zwaar. Na drie dagen gaan de ogen open en na drie weken kunnen ze vliegen. Op dat moment zijn de jongen donkergrijzig bruin. Eind juli verlaten de moeders de kraamkoloniën om op te zoek te gaan naar de paarterritoria. Vrouwtjes zijn in het eerste jaar geslachtsrijp, mannetjes in het tweede.

## Verspreiding
De ruige dwergvleermuis komt vooral in bossen voor, zowel vochtige loofwouden als droge dennenbossen. Regelmatig laat hij zich zien bij oevers, en hij komt ook vaak voor boven landbouwgrond, parken en langs bosranden. Hij lijkt een voorkeur te hebben voor laagland. Binnen Nederland is hij vooral te vinden in de kustprovincies.
Hij wordt alleen in Europa aangetroffen, vooral in Midden- en Oost-Europa. Oostelijk komt hij voor tot de Oeral, noordelijk tot de Baltische Staten en zuidelijk tot Griekenland. De soort staat in Nederland niet op de rode lijst.